# ۲۸ دلو
۲۸ دلو یک ستاره است که در صورت فلکی دلو قرار دارد.